# Tom Lees
Thomas James "Tom" Lees, född 28 nov 1990, är en engelsk professionell fotbollsspelare (mittback) som spelar för Huddersfield Town.

## Klubbkarriär
Lees är en produkt av Leeds egen ungdomsverksamhet, Leeds United FC fotbollsakademi. Han debuterade för Leeds A-lag den 13 augusti 2011 i hemmamatchen mot Middlesbrough.
Lees blev utsedd till Årets unge spelare i Leeds säsongen 2011/2012.
Den 1 augusti 2021 värvades Lees av Huddersfield Town, där han skrev på ett tvåårskontrakt. I augusti 2022 förlängde Lees sitt kontrakt i klubben fram till 2025.

## Landslagskarriär
Lees debuterade för Englands U21 mot Norge den 10 september 2012.